# アンヌ・ド・ブルゴーニュ (1404-1432)
アンヌ・ド・ブルゴーニュ（仏: Anne de Bourgogne, 1404年 - 1432年11月14日）は、フランス北東部の諸侯ブルゴーニュ公爵家の公女。百年戦争後期に出現したイングランド・フランス二重王国の摂政ベッドフォード公ジョン・オブ・ランカスターの最初の妻となった。英語名はアン・オブ・バーガンディー（Anne of Burgundy）。

## 生涯
ブルゴーニュ公ジャン1世（無怖公）とその妻でバイエルン＝シュトラウビンク公・エノー伯・ホラント伯・ゼーラント伯アルブレヒト1世の娘であるマルグリットの間の第7子、六女として生まれた。姉にフランス王太子ルイ、リッシュモン伯アルテュールの妻マルグリット、兄にブルゴーニュ公フィリップ3世（善良公）、妹にブルボン公シャルル1世の妻アニェスがいる。
1423年6月にトロワにおいて、フランス北部を占領するイングランド王ヘンリー6世の叔父で摂政を務めるベッドフォード公と結婚した。この縁組は兄の善良公とイングランドとの同盟関係を強化するための政略結婚だった。
アンヌはベッドフォード公の意向で、フランスと和睦したがっている兄をたびたび説得して思い止まらせる役目を果たしていた。また、1430年にルーアンへ収容されたジャンヌ・ダルクに純潔の検査を行い、彼女に手荒な真似をしないことを命じ、1431年12月16日に夫が挙行したパリ・ノートルダム大聖堂のヘンリー6世のフランス王戴冠式に夫と共に出席している。
ベッドフォード公とアンヌは幸福な結婚生活を送ったものの、間に子供は出来なかった。1432年、アンヌはペストに罹ってパリのオテル・ドルレアン（Hôtel d'Orleans）で死去し、同市内のセレスタン修道院に葬られた。彼女の墓石はギヨーム・ヴルタン（Guillaume Vluten）によって制作された。
ベッドフォード公はアンヌの死の翌1433年にジャケット・ド・リュクサンブールを後妻に迎えたが、この再婚は様々な政治的思惑から、アンヌの兄善良公の強い反対にあった。アンヌ存命時の1430年に善良公がベッドフォード公の従妹イザベル・ド・ポルテュガルと結婚した時から彼とベッドフォード公は疎遠になり始めたが、この事件以降両者の仲は悪くなり、1435年に善良公がシャルル7世の陣営に走る素地が作られていった。

## 引用
1. ↑  Griffiths, p. 26.
2. ↑  Neillands, p. 231.
3. ↑  カルメット、P213、城戸、P256。
4. ↑  カルメット、P466。
5. ↑  ペルヌー、P197 - P198、P263、清水、P279 - P280、P347。
6. 1 2  Chipps Smith, p. 41.
7. ↑  ペルヌー、P266、清水、P354、カルメット、P225。
8. 1 2  城戸、P264。
9. ↑  Chipps Smith, p. 39.
10. ↑  Weir, p. 84.
11. ↑  カルメット、P223、城戸、Pn81。